# Savoia Film
Savoia Film est une maison cinématographique italienne spécialisée dans la production et la distribution de films qui fut active durant la période du muet. 

## Historique
La Savoia Film fut fondée en 1911 à Turin. Elle fut active jusqu'en 1918, après avoir produit environ 250 films.

## Principaux réalisateurs
- Roberto Danesi
- Ubaldo Maria Del Colle
- Gabriel Moreau
- Telemaco Ruggeri
- Gino Zaccaria

## Filmographie partielle
- 1913 : La Mort civile (La morte civile) d'Ubaldo Maria Del Colle
- 1914 : L'Accord en mineur (L'accordo in minore) d'Ubaldo Maria Del Colle